# Graceland Festival
Het Graceland Festival is een jaarlijks terugkerend meerdaags christelijk kunst- en cultuurfestival in Nederland. De eerste editie was in 2015 op camping De Betteld bij Zelhem, en na een paar edities in Vierhouten was de editie van 2021 de eerste die werd gehouden op het Scoutinglandgoed in Zeewolde. Initiatiefnemers van het festival, dat het gat opvulde dat was ontstaan na het einde van het jaarlijkse Xnoizz Flevo Festival, waren Richard Aeilkema en Gerda van Veen. Het festival wordt als 'progressief-christelijk' getypeerd. Bezoekersaantallen variëren van enkele honderden tot een paar duizend.

## Edities

### 2015
Het Graceland Festival werd voor het eerst gehouden op camping 'De Betteld' in Zelhem. Er werden meerdere internationale acts geboekt, waaronder Manafest, David Åhlén, A Red Season Shade. Ook Moonradio, Mensenkinderen en J'Accuse stonden op het programma. Het sprekersprogramma bestond onder anderen uit Johan ter Beek en Reinier Sonneveld.

### 2016
De tweede editie was tevens de laatste op 'De Betteld'. Er waren optredens van Gungor, Shirma Rouse, Leeland, Listener en Sea + Air. Sprekers waren onder anderen Reinier Sonneveld, Katie Vlaardingerbroek en de Droominee.

### 2017
De eerste op de Paasheuvel te Vierhouten. Het thema was 'Het Grote Experiment'. Het programma bestond uit onder anderen Rogier Pelgrim, Ntjam Rosie, Broeder Dieleman, Kim Janssen en Verra Cruz.

### 2018
Het thema was: 'We have reason to believe we all will be received in Graceland'. Geboekte acts waren onder anderen Rue Royale, J’Accuse, Charles Henri Maulini, Half a Mile, Loney Dear en Roots Rising.

### 2019
Het thema was de eerste van een bedoeld thematisch drieluik: 'Graceland Overal'. Onder anderen traden op: The Violet Burning, The Bowery, Paper Branches, Michelle David & The Gospel Sessions. 

### 2020
Vanwege de coronamaatregelen was er geen regulier festival mogelijk. Hiervoor in de plaats werd het jaarthema 'Graceland Helemaal' losgelaten en vervangen door 'De Grote Leegte'. Het lege festivalterrein, de laatste keer op de Paasheuvel, werd uitgezonden via een livestream, waardoor enkele sprekers en artiesten een podium kregen. Kopers van tickets ontvingen merchandise en polsbandjes om toch een festivalgevoel te creëren. Kaartjes bleven geldig tot het jaar erop.

### 2021
In de zomer van 2021 was het festival het enige meerdaagse festival in Nederland dat ondanks de coronamaatregelen doorgang vond. De locatie van deze editie was het Scoutingslandgoed Zeewolde. Het thema van dat jaar was "Het Grote Feest". Op het programma stonden o.a. de acts Typhoon, This Beautiful Mess, Shirma Rouse, Mensenkinderen, Pearl Jozefzoon en The Bowery. Sprekers waren onder anderen Christian Climate Action, Elsa Eikema, Johan ter Beek en Pastor Moses.

### 2022
Van 18 tot en met 21 augustus werd de achtste editie van het festival gehouden, wederom op het Scoutinglandgoed Zeewolde. Het thema was "Heel de wereld", en de editie trok het hoogste aantal bezoekers tot dan toe, zo'n 2.400. Het programma bestond wat de muziek betreft o.a. uit Roots Rising, Gungor, Valvetronic, Trinity, Shishani & Miss Catharsis, Joshua Luke Smith, The Bowery, Slechtvalk, Tusky en Mensenkinderen. Sprekers waren onder anderen Vanessa Nakate, Hans Schnitzler, Ron Methorst, Ruth Valerio, Wilbert van de Kamp en Ameline Ansu. Verder waren er diverse kunstinstallaties zoals een interreligieuze gebedsoproep, 48.000 namen en 'Trouwen met de wereld', een kinder- en jongerenprogramma.

### 2023
In 2023 werd het festival voor de derde keer in Zeewolde gehouden, met als thema "Heel de mens". Op het programma stonden onder anderen Gungor, Cole Arthur Riley, Undawn, A Treehouse Wait, Esther van Fenema, Reinier Sonneveld, Verra Cruz, G-Roots en Joel McKerrow.
Graceland bracht dit jaar een primeur: de dansoproep. Geïnspireerd op de dagelijkse gebedsoproepen in kloosters en moskeeën werd op Graceland vijf keer per dag iedereen opgeroepen voor een collectief dansmoment. Het hele festival kwam voor 30 seconden collectief stil te liggen, aangestuurd via alle geluidsinstallaties van alle podia.
Dit jaar kreeg het Graceland Festival kritiek, onder meer van de protestantse en charismatische theoloog Hans Maat, omdat tijdens die editie oefeningen in 'christelijke yoga' werden aangeboden. Dit werd door de critici verbonden met occultisme en syncretisme.

### 2024
Het tienjarig jubileum van het festival werd gevierd in 2024, wederom in Zeewolde, met als thema "Heel de tijd". Op het programma stonden onder anderen Brian McLaren, A Treehouse Wait, Esther van Fenema, Flamy Grant, Kenny B, David de Vos, Trinity en Rogier Pelgrim.
In de media waren de nodige positieve en negatieve geluiden te horen op het boeken van de christelijke drag queen Flamy Grant (een parodie op Amy Grant). Voorstanders prezen het festival voor de ruimte voor diverse geluiden, critici wezen op ideologische problemen of haatdragende uitingen van Flamy op sociale media.